# Base de la Fuerza Aérea Offutt
La Base de la Fuerza Aérea Offutt (IATA: OFF, OACI: KOFF, FAA LID: OFF) es una base aérea de la Fuerza Aérea de los Estados Unidos ubicada cerca de las localidades de Omaha y Bellevue, en el condado de Sarpy del estado de Nebraska. En la base está el cuartel general del Mando Estratégico de los Estados Unidos, del servicio meteorológico de la Fuerza Aérea y del Ala 55 del Mando de Combate Aéreo.
La base de Offutt comenzó a ser usada por la Fuerza Aérea norteamericana en septiembre de 1918, durante la Primera Guerra Mundial, como campo para globos aerostáticos del Servicio Aéreo del Ejército. En 1924 las instalaciones fueron renombradas en honor del teniente Jarvis Offutt, piloto durante la Gran Guerra que era originario de la cercana localidad de Omaha.
Entre los hitos llevados a cabo en la base de Offutt están la construcción de los dos primeros aviones bombarderos que lanzaron bombas atómicas, Enola Gay y Bockscar, y servir como cuartel general del antiguo Mando Aéreo Estratégico y sede de sus centros asociados de mando terrestre y aéreo de Estados Unidos en caso de conflicto nuclear durante la Guerra Fría.

## Geografía
Offutt AFB se encuentra ubicado en las coordenadas 41°7′13″N 95°55′15″O / 41.12028, -95.92083. Según la Oficina del Censo de los Estados Unidos, Offutt AFB tiene una superficie total de 11.18 km², de la cual 10.77 km² corresponden a tierra firme y (3.66 %) 0.41 km² es agua.

## Demografía
Según el censo de 2010, había 4644 personas residiendo en Offutt AFB. La densidad de población era de 415.25 hab./km². De los 4644 habitantes, Offutt AFB estaba compuesto por el 75.32 % blancos, el 9.54 % eran afroamericanos, el 0.9% eran amerindios, el 2.2 % eran asiáticos, el 0.43 % eran isleños del Pacífico, el 3.38 % eran de otras razas y el 8.23 % pertenecían a dos o más razas. Del total de la población el 11.58 % eran hispanos o latinos de cualquier raza.